# 黃蝶
黃蝶（学名：Eurema hecabe），又名銀歡粉蝶、寬邊黃蝶、荷氏黃蝶、荷氏黃粉蝶、合歡粉蝶，为粉蝶科黃蝶屬下的一个种。

## 描述
本種為中小型粉蝶，身體黃色，背部具黑褐色斑紋。雄蝶與雌蝶皆為黃色翅面，前翅長17-26 mm，翅形略長呈三角形，後翅外緣於M3室略呈角狀。
雄蝶翅背面前翅及後翅外緣具有黑褐色紋，特別於M3與CuA1室略呈內凹。翅腹面底色較淡，分布有黑褐色線條與斑點：包括前、後翅中室末端的黑褐色短條、前翅中室內的兩枚細斑，以及後翅基部三枚小黑點與外側不規則排列的斑紋。前翅腹面CuA脈上具白色線形性標，前緣毛黃色混有褐色。
雌蝶翅色較淡，缺乏性標，斑紋與雄蝶相似但不如鮮明，前翅前緣亦無明顯黑邊。

## 分布
本種廣泛分布於東洋區、澳洲區、非洲區與舊北區東北部。臺灣廣泛分佈於本島平地至中海拔山地及離島。

## 生態習性
本種幼蟲以多種豆科植物為食，棲息於多種有寄主植物生長或栽培的環境。一年多世代，成蟲全年可見。成蝶飛行緩慢，常近地面活動，喜訪花，雄蝶也會聚集濕地吸水。
幼蟲主要取食豆科植物，如田菁等綠肥作物，也取食其他植物，包括合歡、黃槐、鐵刀木、阿勒勃、翼柄決明、金龜樹、合萌，以及大戟科的紅仔珠等。

## 資料來源
1. 1 2 3 4  徐堉峰, 黃嘉龍, 梁家源. . 農業部林業及自然保育署. ISBN 9789860551563.
2. ↑  徐堉峰. . 台中市: 晨星出版社. 2013. ISBN 978-986-177-669-9.

## 外部連結
- 维基共享资源上的相關多媒體資源：黃蝶